# السلامة للتأمين
السلامة للتأمين هي شركة سودانية تأسست عام 1992م بمساهمة من البنك الإسلامي السوداني ومجموعة مميزة من رجال المال والاعمال المشهورين في السودان، وقد بدأت الشركة في مزاولة أعمال التأمين في العام 1993م وفقا للنظام الإسلامي ولقانون الشركات بترخيص من الهيئة العامة للرقابة علي التأمين، وتم تسجيلها في سوق الخرطوم للأوراق المالية.

## أنواع التأمينات[1]
1. التأمين البحري.
2. تأمين السيارات.
3. تأمين الحريق.
4. تأمين السطو.
5. التأمين الهندسي.
6. تأمين الحوادث.
7. تأمين السفر.
8. تأمين الحروب.

## الفروع[2]
- فرع الرياض
- فرع شارع الحرية
- مكتب سوق ليبيا
- مكتب المطار صالة المغادرة
- فرع كسلا
- فرع عطبرة
- فرع مدني
- فرع شندي
- فرع العمارات
- فرع أمدرمان
- فرع البنك الاسلامي
- مكتب شارع الستين
- مكتب المنطقة الحرة قري
- فرع القضارف
- فرع سنار
- مكتب نيالا
- فرع الخرطوم بحري
- فرع السجانة
- فرع الكلاكلة اللفه
- مكتب السوق المحلي
- مكتب سوبا الشاحنات
- فرع بورتسودان
- فرع دنقلا
- فرع الأبيض
- مكتب الدويم